# Mistrovství Evropy v boxu 1961
XIV. mistrovství Evropy v boxu proběhlo v Bělehradu, Jugoslávie ve dnech 3. až 10. června 1961. Organizátorem turnaje mistrovství Evropy byla  Association Internationale de Boxe Amateur (AIBA).

## Československá stopa
Závěrečná příprava probíhala od 19. do 30. května v tréninkovém středisku ČSTV v Nymburce. Přípravu vedli trenéři Zděnek Horák a František Pazdera. O pozvánce na soustředění rozhodoval především výsledek na dubnovém mistrovství republiky. K závěrečnémo soustředění byli pozváni Jaroslav Šlajs (P), Zdeněk Matula (H), Ladislav Heczei (H), Bohumil Němeček st. (H), Vojtech Stantien (P), František Ziegler (H), Stanislav Patočka (P), Josef Němec (P) a náhradníci Michal Gajdoš, Jindřich Sejk, Zdeněk Benešovský. Mezi pozvanými sparingpartnerami byli Karol Menyház, Stanislav Cibulka, K. Chochola, Štefan Nemček, Vladimír Mládek, Július Gažík, ? Šulc, ? Michálek, František Poláček, ? Blažek, Oldřich Bláha, Miroslav Hakr, Alexander Bögi, Pavel Neurath, Vladimír Kučera st. a další.
Podle trenéru byli před odjezdem v nejlepší formě Jaroslav Šlajs a Josef Němec. Olympijský vítěz Bohumil Němeček st. měnil na poslední chvíli (na dubnovém MČSR neshodil hmotnost do 63,5 kg) váhovou kategorii a v nové welterové váze do 67 kg se od něho nečekaly zázraky.
Vedoucí výpravy: Eduard Pospíšil, šéftrenér reprezentace: Zděnek Horák, lékař: MUDr. Černý
Na mistrovství Evropy startovalo za Československo 7 (8) boxerů:
- −54 kg: Jaroslav Šlajs (*1941) z ASD Dukla Kroměříž
- −57 kg: Zdeněk Matula (*1939) z TJ Rudá hvězda Karlovy Vary
- −63,5 kg: Ladislav Heczei (*1941) z ASD Dukla Kroměříž
- −67 kg: Bohumil Němeček st. (*1938) z TJ Lokomotiva Děčín
- −71 kg: Vojtech Stantien (*1939) z TJ Spartak Dubnica nad Váhom
- −75 kg: František Ziegler (*1939) z ASD Dukla Kroměříž – na ME nakonec nestartoval, dobový tisk ho po odjezdu na ME zcela ignoroval, emigrace?
- −81 kg: Stanislav Patočka (*1939/40) z TJ Rudá hvězda Karlovy Vary
- +81 kg: Josef Němec (*1933) z TJ Slavoj České Budějovice

## Výsledky
| Muži     | Zlato                   | Stříbro                  | Bronz                     | Bronz                       |
| -------- | ----------------------- | ------------------------ | ------------------------- | --------------------------- |
| –51 kg   | Paolo Vacca (ITA)       | Vladimir Stolnikov (URS) | Fritz Chervet (SUI)       | Otto Babiasch (GDR)         |
| –54 kg   | Sergej Sivko (URS)      | Piotr Gutman (POL)       | Nicolae Puiu (ROU)        | Primo Zamparini (ITA)       |
| –57 kg   | Francis Taylor (ENG)    | Alexej Zasuchin (URS)    | Heinz Schulz (GDR)        | Constantin Gheorghiu (ROU)  |
| –60 kg   | Richard McTaggart (SCO) | Petar Benedek (YUG)      | Paul Warwick (ENG)        | János Kajdi (HUN)           |
| –63,5 kg | Aloizs Tumiņš (URS)     | Ljubiša Mehović (YUG)    | Pierre Cosentino (FRA)    | Marian Kasprzyk (POL)       |
| –67 kg   | Ričardas Tamulis (URS)  | Max Meier (SUI)          | Ian McKenzie (SCO)        | Jean Josselin (FRA)         |
| –71 kg   | Boris Lagutin (URS)     | Hans-Dieter Neidel (GDR) | Erich Schichta (FRG)      | Virgil Badea (ROU)          |
| –75 kg   | Tadeusz Walasek (POL)   | Jevgenij Feofanov (URS)  | Franz Frauenlob (AUT)     | Dragoslav Jakovljević (YUG) |
| –81 kg   | Giulio Saraudi (ITA)    | Gheorghe Negrea (ROU)    | Zdzisław Józefowicz (POL) | John Bodell (ENG)           |
| +81 kg   | Andrej Abramov (URS)    | Benito Penna (ITA)       | Zbigniew Gugniewicz (POL) | Günter Siegmund (GDR)       |

## Medailová bilance
V boxu se rozdělilo celkem 10 sad medailí.
| Pořadí | Stát                            |       | Muži    | Muži  | Muži | Celkem |
| Pořadí | Stát                            | Zlato | Stříbro | Bronz |      | Celkem |
| ------ | ------------------------------- | ----- | ------- | ----- | ---- | ------ |
| 1.     | Sovětský svaz (URS)             |       | 5       | 3     | 0    | 8      |
| 2.     | Itálie (ITA)                    |       | 2       | 1     | 1    | 4      |
| 3.     | Polsko (POL)                    |       | 1       | 1     | 3    | 5      |
| 4.     | Anglie (ENG)                    |       | 1       | 0     | 2    | 3      |
| 5.     | Skotsko (SCO)                   |       | 1       | 0     | 1    | 2      |
| 6.     | Jugoslávie (YUG)                |       | 0       | 2     | 1    | 3      |
| 7.     | Východní Německo (GDR)          |       | 0       | 1     | 3    | 4      |
| 7.     | Rumunsko (ROU)                  |       | 0       | 1     | 3    | 4      |
| 9.     | Švýcarsko (SUI)                 |       | 0       | 1     | 1    | 2      |
| 10.    | Francie (FRA)                   |       | 0       | 0     | 2    | 2      |
| 11.    | Západní Německo (FRG)           |       | 0       | 0     | 1    | 1      |
| 11.    | Rakousko (AUT)                  |       | 0       | 0     | 1    | 1      |
| 11.    | Maďarská lidová republika (HUN) |       | 0       | 0     | 1    | 1      |
| Celkem | Celkem                          |       | 10      | 10    | 20   | 40     |